# Barøy (Schiff)
Die Barøy war ein 1929 in Dienst gestelltes Passagierschiff der norwegischen Reederei Vesteraalens Dampskibsselskab, das Passagiere und Fracht auf den Hurtigruten entlang der norwegischen Westküste transportierte. Die unbewaffnete, nicht eskortierte Barøy wurde am 13. September 1941 bei einem britischen Luftangriff auf den Vestfjord durch einen Torpedo eines Fairey Albacore-Torpedobombers versenkt. 112 Menschen, größtenteils norwegische Zivilisten, starben.

## Das Schiff
Das 424 BRT große Dampfschiff Barøy wurde auf der Werft Trondhjems Mekaniske Værksted (TMV) in Trondheim gebaut und am 19. August 1929 fertiggestellt. Die 1872 gegründete Werft zählte zu den bedeutenderen von Trondheim. Sie wurde für die 1881 von Richard With gegründete norwegische Reederei Vesteraalens Dampskibsselskab gebaut, die ihren ursprünglichen Sitz in Stokmarknes hatte und sich auf den Schiffsverkehr auf den Hurtigruten spezialisiert hatte. Auf dieser Strecke wurde auch die Barøy eingesetzt, wobei sie an der Küste der Provinz Nordland pendelte. Ihr Heimathafen war Narvik, von wo aus sie nach Lødingen und Svolvær und zurückfuhr. Die Barøy war 43,83 Meter lang, 7,34 Meter breit und hatte einen maximalen Tiefgang von 4,94 Metern. Der Schiffsrumpf war aus Stahl gefertigt.
Die Dreifachexpansions-Dampfmaschine konnte 450 PS leisten und verhalf dem Schiff zu einer Geschwindigkeit von 11 Knoten (20,37 km/h). Die Barøy war ein klassisches norwegisches Hurtigruten-Schiff mit einem offenen Wetterdeck, einem Bereich für die Erste Klasse im Achterdeck und den Unterkünften für die Dritte Klasse unter Deck. Das Schiff konnte bis zu 200 Passagiere aufnehmen, davon 45 in der Ersten Klasse. Die Besatzung bestand aus 26 Personen. Am 23. August 1929 legte das Schiff zu seiner Jungfernfahrt ab.

## Im Zweiten Weltkrieg
Der Ausbruch des Zweiten Weltkriegs im September 1939 hatte große Auswirkungen auf die Hurtigruten und die nord-norwegische Schifffahrt im Allgemeinen. Ab dem 1. Oktober 1939 galten für die Hurtigruten strenge Regulierungen. So wurde die erlaubte Reisegeschwindigkeit gesenkt und die Anzahl der Abfahrten in Bergen wurde von sieben auf fünf pro Woche reduziert. Die neuen Vorschriften hatten im Herbst 1939 eine starke Zunahme des Schiffsverkehrs an der norwegischen Küste zur Folge, da in Vorbereitung auf den Krieg Vorräte und Reserven zu vielen Küstenorten der Region gebracht wurden. Aufgrund massiven öffentlichen Protests fanden ab dem 5. Dezember 1939 wieder tägliche Abfahrten statt.
Im April 1940 wurden viele der regulären Dampfer aus dem Verkehr gezogen und für die kommende Saison vorbereitet. Aus diesem Grund kamen viele Ersatzschiffe zum Einsatz. Eines davon war die Barøy, die nun auf der Expressroute von Narvik nach Trondheim fuhr. Sie diente als Ersatz für den 873-Tonnen-Dampfer Nordnorge, der in der Werft Trondhjems Mekaniske Værksted einer größeren Wartung unterzogen wurde. Die Barøy lief am 2. April 1940 in Bergen zu ihrer ersten Fahrt auf der neuen Strecke aus, erreichte Trondheim am 4. April und legte am 9. April in Hammerfest an.
Am selben Tag fand im Rahmen des Unternehmens Weserübung die Invasion der deutschen Wehrmacht in Norwegen und Dänemark statt. Es folgte die 62 Tage währende Norwegische Kampagne, eine erste Offensive der Alliierten gegen die deutschen Streitkräfte. Die Barøy überstand beides, obwohl vor allem während der Norwegischen Kampagne zahlreiche norwegische Schiffe verloren gingen. Sie ersetzte weiterhin die Nordnorge, die von den deutschen Besatzern als Truppentransporter eingesetzt und am 12. Mai 1940 von Kriegsschiffen der Royal Navy versenkt worden war. Der Einsatz der Barøy war eine Notlösung, denn sie wurde im Grunde für zu klein erachtet, um die lange Strecke von Bergen nach Narvik bewältigen zu können.

## Versenkung
Am Sonnabend, dem 13. September 1941, befand sich die Barøy unter dem Kommando von Kapitän Andreas Alfred Liland auf einer weiteren Überfahrt von Trondheim nach Narvik. Sie war im Wochenrhythmus das fünfte der täglich nach Narvik auslaufenden Schiffe. Nach dem letzten Stopp in Skutvik dampfte die Barøy in den frühen Morgenstunden nordwärts zu ihrem nächsten Anlaufhafen, Tranøy in der Kommune Hamarøy. An Bord befanden sich 26 Besatzungsmitglieder und 105 Passagiere, darunter 37 deutsche Soldaten der 197. Infanterie-Division. Die übrigen 68 Passagiere waren norwegische Zivilisten. Das Schiff war nicht bewaffnet und verfügte über keinen Geleitschutz. Da an Deck noch an der Verstauung der Fracht gearbeitet wurde, war die Barøy hell erleuchtet.
Um 3.50 Uhr morgens am 13. September wurde die Barøy etwa zwei Seemeilen westlich des Leuchtturms von Tranøy im Vorschiff von einem Torpedo getroffen. Das Geschoss riss den Rumpf auf, sodass sich das Schiff schnell mit Wasser füllte. Die Lichter an Bord gingen aus, da die Stromversorgung augenblicklich zusammenbrach. Das Schiff sank so schnell, dass es keine Zeit gab, um die Rettungsboote zu Wasser zu lassen. Passagiere und Mannschaft mussten in das 7 bis 8 °C kalte Wasser des Vestfjords springen, um zu überleben. Der Torpedo stammte von einem Fairey Albacore-Torpedobomber des 817. Squadron Royal Australian Navy Fleet Air Arm. Insgesamt sieben dieser Flugzeuge führten an jenem Morgen einen Angriff auf die Schifffahrt im Vestfjord durch. Die Maschine war von dem Flugzeugträger Victorious aus gestartet, der Teil des Konvois war, der die altgediente Argus eskortierte. Die Argus transportierte 24 Hawker-Hurricane-Jagdflugzeuge in die Sowjetunion.
Auf dem Rückweg nach Großbritannien erhielten die Albacore-Piloten den Befehl, eine Angriffsserie auf die norwegische Küste zu starten und dabei Schiffe und wichtige Landziele anzugreifen. Gegen 03.00 Uhr morgens starteten zwölf Fairey Albacores in östlicher Richtung. Die sieben Maschinen der 187. Squadron waren mit Torpedos ausgerüstet und die fünf Maschinen der 832. Squadron mit Bomben. Die 187. Squadron-Flieger versenkten die Barøy, während die von der 832. Squadron das Elektrizitätswerk von Glomfjord, die Aluminiumfabrik von Haugvik und den Radiosender von Røst bombardierten. In Glomfjord starben zwei norwegische Zivilisten, in Røst einer.
Das erste Schiff, das von der Versenkung der Barøy erfuhr, war der norwegische 762-Tonnen-Frachter Skjerstad, der den Unglücksort auf seinem Weg nach Süden passierte. Er nahm 19 Überlebende auf und barg 15 Leichen. Die Überlebenden wurden nach Svolvær gebracht. 18 der 26 norwegischen Mannschaftsmitglieder (unter ihnen fünf Frauen), 35 der 37 deutschen Soldaten und 59 Passagiere kamen ums Leben, darunter 21 Frauen und sieben Kinder. Insgesamt waren 112 Todesopfer zu beklagen, darunter 77 Zivilisten.

## Reaktionen
Eine der Konsequenzen der Versenkung der Barøy sowie der Richard With am selben Tag vor Rolvsøy an der Küste der Provinz Finnmark war die neue Bestimmung, dass die Hurtigruten-Schiffe von da an nicht nördlicher als Tromsø fahren durften. Zwischen Tromsø und Hammerfest wurden nur noch kleine Ersatzschiffe eingesetzt.
Die Nationalsozialisten nutzten die Versenkung der Barøy und Angriffe auf andere zivile norwegische Schiffe für ihre Propaganda gegen die Alliierten. Am 20. Mai 1944 widmete die von der deutschen Besatzungsmacht kontrollierte norwegische Postbehörde Postverket den drei schwersten Angriffen der Alliierten auf norwegische Schiffe eine von Harald Damsleth (1906–1971) entworfene Briefmarkenserie.
Die Zehn-Øre-Marken erinnerten an die Versenkung der Barøy am 13. September 1941 (112 Tote), die 15-Øre-Marken an die der Sanct Svithun vor Stadlandet am 30. September 1943 (47 Tote) und die 20-Øre-Marken an die der Irma vor Kristiansund am 13. Februar 1944 (61 Tote). Für jede Marke wurden zehn Øre mehr verlangt, die an die Überlebenden und Hinterbliebenen gingen.